# Petrus Jacobus Kipp
Petrus Jacobus Kipp (Utrecht, 5 maart 1808 - Delft, 3 februari 1864) was een Nederlandse apotheker, chemicus en instrumentmaker. Hij is bekend geworden als de uitvinder van het toestel van Kipp, een chemisch toestel voor het ontwikkelen van gassen.

## Biografie
Kipp was de zoon van Anthonius Kipp (1754-1810), hovenier in Utrecht, en Adriana Haastert (1771-1841). Na het middelbaar onderwijs studeerde hij farmacie aan de Universiteit van Utrecht, waar hij op 22 oktober 1829 het apothekersdiploma verwierf.
Een jaar na zijn afstuderen vestigde Kipp zich op 1 augustus 1830 als apotheker in Delft. Omdat er een sterke concurrentie bestond in die tijd, begon hij tegelijkertijd een zaak voor de handel in wetenschappelijke instrumenten en chemicaliën.
In 1840 werd Kipp gekozen als lid van de medische raad van de stad Delft. In die functie voerde hij allerlei chemische onderzoeken uit in opdracht van de autoriteiten, waaronder onderzoeken aan drinkwater en onderzoek naar lampolie voor gebruik in de straatlantaarns. Veel apothekers hielden zich in die tijd bezig met het professionaliseren van het vakgebied.
Kipp was in 1842 een van de oprichters van de Nederlandsche Maatschappij ter Bevordering der Pharmacie. In 1842 werd in Delft de Polytechnische Hogeschool opgericht door Koning Willem II. Kipp wees een aanbod om daar hoogleraar in de geologie te worden van de hand. Het jaar daarna werd wel Carel Frederik Donnadieu, een vriend en beschermeling van Kipp, aangesteld als Scheikundig hoogleraar. Tussen 1844 en 1850 verdiende Kipp geld bij door Duitstalige scheikundeboeken in het Nederlands te vertalen voor gebruik aan de Hogeschool.
Kipp was lid van de Nederlandsche Huishoudelijke Maatschappij sinds 1846, en de oeconomische tak van de Koninklijke Hollandsche Maatschappij der Wetenschappen, en was corresponderend lid van het Bataafs Genootschap voor Proefondervindelijke Wijsbegeerte te Rotterdam sinds 1851.

### Personalia

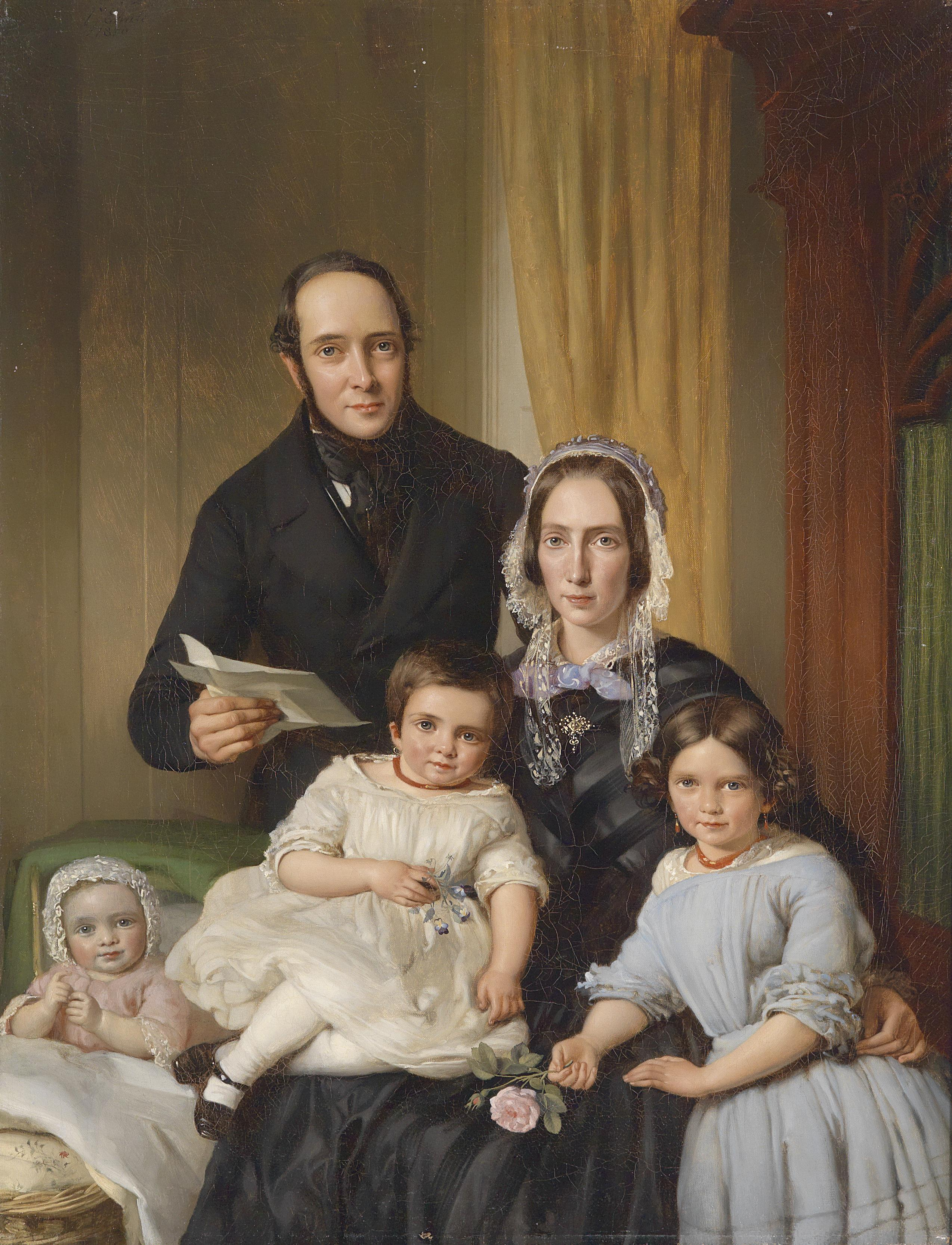
Familieportret van apotheker Kipp, 1849.

Kipp was getrouwd met Hanna Petronella Regina Heijligers. Ze hadden samen 10 kinderen. 

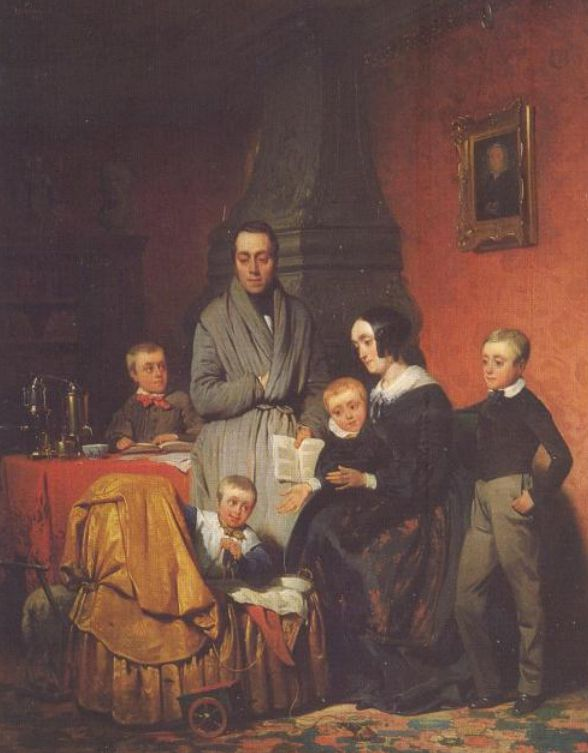
Familieportret van Kipp door W.H. Schmidt.

Na zijn dood in 1864 werden zijn activiteiten voortgezet door zijn vrouw en hun zoons Willem en Anton onder de naam 'P.J. Kipp en Zonen'. Willem ging de apothekerszaak leiden (later onder de eigen naam 'W.A. Kipp'), terwijl Anton zich ging bezighouden met de handel in chemicaliën en instrumenten.
Vanaf het eind van de negentiende eeuw werd de productie van eigen wetenschappelijke en medische instrumenten langzaam belangrijker dan de handel van instrumenten van buitenlandse makelij.
In 2007 zijn er nog steeds drie ondernemingen actief die zijn voortgekomen uit de activiteiten van Petrus Kipp: de Delftse apothekerszaak W.A. Kipp, de Delftse instrumentenmaker Kipp & Zonen en de handelsmaatschappij Salm en Kipp.

## Werk

### Vestiging in Delft
Anders dan bij de universitaire geneeskunde-opleiding had het apothekersdiploma voor 1877 echter geen landelijke maar slechts een provinciale status. Kipp wilde graag een apothekerszaak beginnen in Delft - en dus in een andere provincie - en diende daarvoor eerst een test voor de provinciale medische raad te ondergaan. In het begin van de negentiende eeuw was er in Delft - net als in veel andere steden - een overschot aan apothekers. Veel apothekers besloten daarom om naast hun apothekersbestaan ook andere activiteiten te ontplooien.
Door deze omstandigheden begon Kipp pas een jaar na zijn afstuderen, in 1830, in Delft een apotheek, en daarnaast een zaak voor de handel in wetenschappelijke instrumenten en chemicaliën. In eerste instantie verdiende hij het meeste geld met de handel in chemicaliën, maar nadat hij in 1850 een catalogus had uitgebracht met instrumenten die hij uit Duitsland en Frankrijk importeerde, werd de verkoop van instrumenten steeds belangrijker.

### Eigen gasgenerator

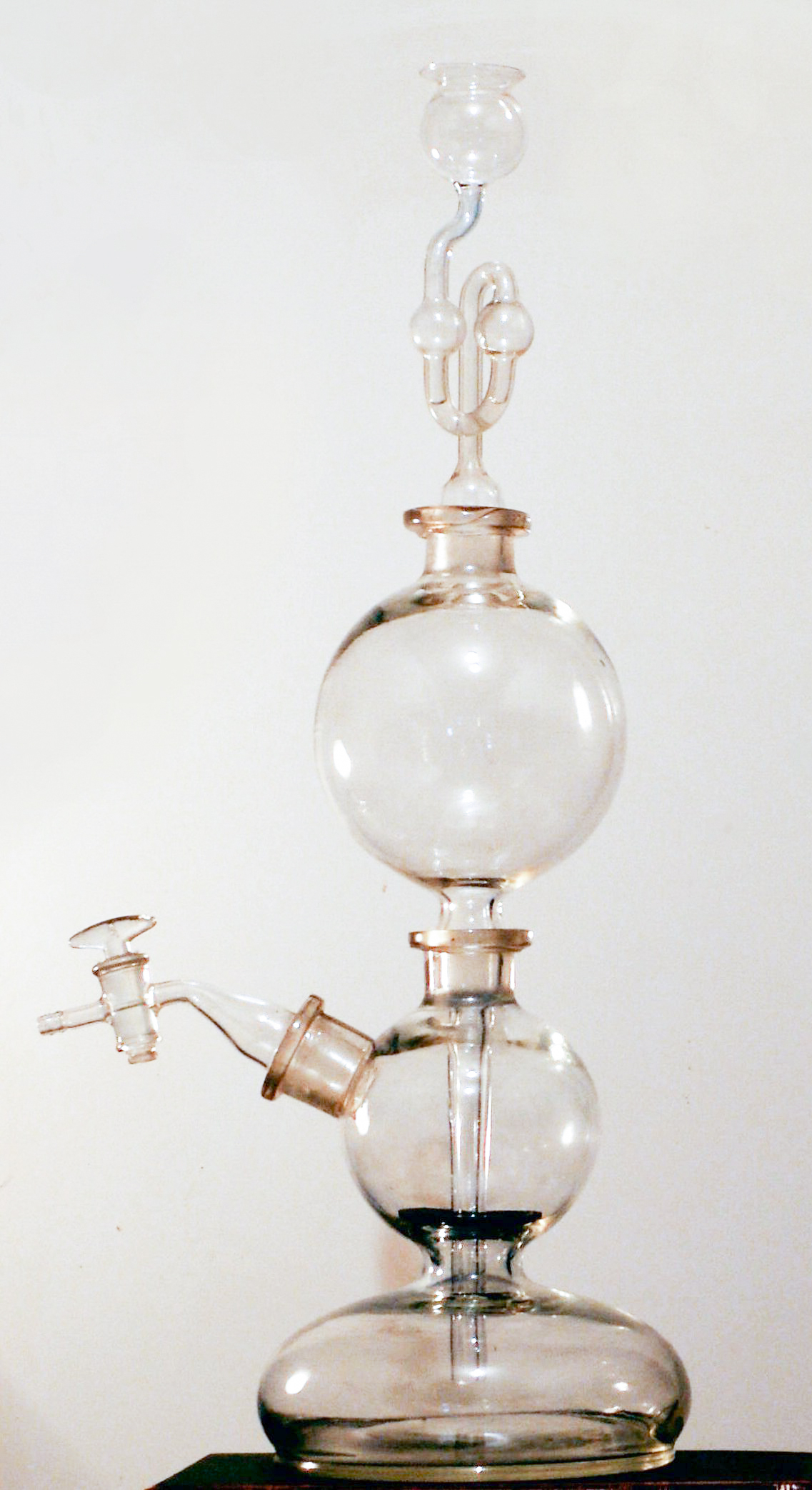
Toestel van Kipp

In 1842 publiceerde Kipp de resultaten van zijn onderzoek naar de waarneming van arseen in de lever en nieren van konijnen. Voor dit onderzoek had hij gebruikgemaakt van een apparaat voor het genereren van waterstof, dat in 1836 was ontwikkeld door de Engelse scheikundige James Marsh. Omdat de ontwikkeling van de waterstof niet gemakkelijk op ieder moment kon worden afgebroken, was Kipp niet heel tevreden over dit apparaat. Hij besloot daarop zijn eigen gasgenerator te ontwerpen.
Zijn eerste exemplaar werd gemaakt door de op dat moment in Den Haag werkzame glasblazer Heinrich Geissler; dit exemplaar was nog erg kwetsbaar. Kipp maakte nog datzelfde jaar een nieuw ontwerp, waarvan het eerste exemplaar ook weer door Geissler werd vervaardigd. Dit exemplaar zou model staan voor alle latere versies van het toestel van Kipp. In 1844 publiceerde hij een beschrijving van zijn instrument in het Tijdschrift voor Handel en Nijverheid. Het oudst bekende exemplaar van het toestel van Kipp is in het bezit van Rijksmuseum Boerhaave in Leiden. Dit toestel heeft een hoogte van 62 centimeter en is gemaakt tussen 1845 en 1875.
Het toestel van Kipp is een instrument waarmee op een gemakkelijke manier gassen kunnen worden bereid. In het verleden - toen er nog geen gascilinders bestonden - werd dit toestel gebruikt op plaatsen waar grote hoeveelheden gassen gebruikt werden, zoals laboratoria.

## Publicaties
- Kipp, Nadere proeven ter ontdekking van arsenicum, bij vergiftiging met hetzelve, in het belang der Geregtelijke Geneeskunde ondernomen. Algemeenen Konst- en Letterbode 1842, tweede stuk, p. 258-265.
- Kipp, Tijdschrift voor Handel en Nijverheid 1 (1844), tweede stuk, p. 100-102.
- Kipp, Tijdschrift voor Handel en Nijverheid 1 (1844), derde stuk, p. 229-230.